# Kunlun Fight
Kunlun Fight è una federazione asiatica di kickboxing fondata nel 2014. La sede principale è situata in Cina.
Ha collaborato con diverse promozioni asiatiche di quali Topking World Series e Wu Lin Feng.
Dal 2015 la promozione ha un contratto con l'emittente televisiva cinese Jiangsu TV.

## Eventos
| Numero | Data              | Evento                             | Sede | Città                       |
| ------ | ----------------- | ---------------------------------- | ---- | --------------------------- |
| 93     | 9 settembre 2018  | Kunlun Fight 76                    |      | Zhangqiu, Cina              |
| 92     | 5 agosto 2018     | Kunlun Fight 75                    |      | Sanya, Cina                 |
| 91     | 1º giugno 2018    | Kunlun Fight Macao                 |      | Macao, Cina                 |
| 90     | 26 maggio 2018    | Kunlun Fight World Tour: Russia    |      | Chabarovsk, Russia          |
| 89     | 13 maggio 2018    | Kunlun Fight 74                    |      | Zhangqiu, Cina              |
| 88     | 6 maggio 2018     | Kunlun Fight 73                    |      | Sanya, Cina                 |
| 87     | 15 aprile 2018    | Kunlun Fight 72                    |      | Pechino, Cina               |
| 86     | 1º aprile 2018    | Kunlun Fight 71                    |      | Qingdao, Cina               |
| 85     | 11 marzo 2018     | Kunlun Fight 70                    |      | Sanya, Cina                 |
| 84     | 4 febbraio 2018   | Kunlun Fight 69                    |      | Guiyang, Cina               |
| 83     | 17 dicembre 2017  | Kunlun Fight 68                    |      | Zunyi, Cina                 |
| 82     | 12 novembre 2017  | Kunlun Fight 67                    |      | Sanya, Cina                 |
| 81     | 5 novembre 2017   | Kunlun Fight 66                    |      | Wuhan, Cina                 |
| 80     | 28 ottobre 2017   | Kunlun Fight MMA 16                |      | Melbourne, Australia        |
| 79     | 3 ottobre 2017    | Kunlun Fight MMA 15                |      | Alxa, Cina                  |
| 78     | 28 agosto 2017    | Kunlun Fight MMA 14                |      | Qingdao, Cina               |
| 77     | 27 agosto 2017    | Kunlun Fight 65                    |      | Qingdao, Cina               |
| 76     | 15 luglio 2017    | Kunlun Fight 64                    |      | Chongqing, Cina             |
| 75     | 6 luglio 2017     | Kunlun Fight MMA 13                |      | Qingdao, Cina               |
| 74     | 24 giugno 2017    | Kunlun Fight 63                    |      | Sanya, Cina                 |
| 73     | 10 giugno 2017    | Kunlun Fight 62                    |      | Bangkok, Cina               |
| 72     | 1º giugno 2017    | Kunlun Fight MMA 12                |      | Dolon Nor, Cina             |
| 71     | 14 maggio 2017    | Kunlun Fight 61                    |      | Sanya, Cina                 |
| 70     | 4 maggio 2017     | Kunlun Fight MMA 11                |      | Shandong, Cina              |
| 69     | 23 aprile 2017    | Kunlun Fight 60                    |      | Guizhou, Cina               |
| 68     | 10 aprile 2017    | Kunlun Fight MMA 10                |      | Pechino, Cina               |
| 67     | 25 marzo 2017     | Kunlun Fight 59                    |      | Sanya, Cina                 |
| 66     | 11 marzo 2017     | Kunlun Fight 58                    |      | Roma, Italia                |
| 65     | 26 febbraio 2017  | Kunlun Fight 57                    |      | Sanya, Cina                 |
| 64     | 25 febbraio 2017  | Kunlun Fight MMA 9                 |      | Sanya, Cina                 |
| 63     | 2 gennaio 2017    | Kunlun Fight MMA 8                 |      | Sanya, Cina                 |
| 62     | 1º gennaio 2017   | Kunlun Fight 56                    |      | Sanya, Cina                 |
| 61     | 15 dicembre 2016  | Kunlun Fight MMA 7                 |      | Pechino, Cina               |
| 60     | 10 dicembre 2016  | Kunlun Lotta 55                    |      | Qingdao, Cina               |
| 59     | 30 ottobre 2016   | Kunlun Fight 54                    |      | Hubei, Cina                 |
| 58     | 21 ottobre 2016   | Kunlun Fight - Cage Fight Series 6 |      | Yiwu, Cina                  |
| 57     | 24 settembre 2016 | Kunlun Lotta 53                    |      | Pechino, Cina               |
| 56     | 11 settembre 2016 | Kunlun Fight 52                    |      | Fuzhou, Cina                |
| 55     | 10 settembre 2016 | Kunlun Fight 51                    |      | Fuzhou, Cina                |
| 54     | 20 agosto 2016    | Kunlun Lotta 50                    |      | Jinan, Cina                 |
| 53     | 7 agosto 2016     | Kunlun Lotta 49                    |      | Tokyo, Giappone             |
| 52     | 31 luglio 2016    | Kunlun Fight 48                    |      | Jining, Cina                |
| 51     | 10 luglio 2016    | Kunlun Lotta 47                    |      | Nanchino, Cina              |
| 50     | 26 giugno 2016    | Kunlun Lotta 46                    |      | Kunming, Cina               |
| 49     | 5 giugno 2016     | Kunlun Fight 45                    |      | Chengdu, Cina               |
| 48     | 22 maggio 2016    | Kunlun Fight - Cage Fight Series 5 |      | Seul, Corea del Sud         |
| 47     | 14 maggio 2016    | Kunlun Lotta 44                    |      | Chabarovsk, Russia          |
| 46     | 23 aprile 2016    | Kunlun Lotta 43                    |      | Zhoukou, Cina               |
| 45     | 9 aprile 2016     | Kunlun Fight 42                    |      | Xining, Cina                |
| 44     | 8 aprile 2016     | Kunlun Fight 41                    |      | Xining, Cina                |
| 43     | 25 marzo 2016     | Kunlun Fight 40                    |      | Tongling, Cina              |
| 42     | 20 marzo 2016     | Kunlun Fight 39                    |      | Dongguan, Cina              |
| 41     | 21 febbraio 2016  | Kunlun Fight 38                    |      | Pattaya, Thailandia         |
| 40     | 23 gennaio 2016   | Kunlun Fight 37                    |      | Sanya, Cina                 |
| 39     | 9 gennaio 2016    | Kunlun Lotta 36                    |      | Shanghai, Cina              |
| 38     | 19 dicembre 2015  | Kunlun Fight 35                    |      | Luoyang, Cina               |
| 37     | 21 novembre 2015  | Kunlun Fight 34                    |      | Shenzhen, Cina              |
| 36     | 31 ottobre 2015   | Kunlun Fight 33                    |      | Changde, Cina               |
| 35     | 28 ottobre 2015   | Kunlun Fight 32                    |      | Dazhou, Cina                |
| 34     | 4 ottobre 2015    | Kunlun Fight - Cage Fight Series 4 |      | Astana, Kazakistan          |
| 33     | 28 settembre 2015 | Kunlun Fight 31                    |      | Bangkok, Tailandia          |
| 32     | 4 settembre 2015  | Kunlun Fight 30                    |      | Zhoukou, Cina               |
| 31     | 15 agosto 2015    | Kunlun Fight 29                    |      | Soči, Russia                |
| 30     | 19 luglio 2015    | Kunlun Fight 28                    |      | Nanchino, Cina              |
| 29     | 18 luglio 2015    | Kunlun Fight 27                    |      | Nanchino, Cina              |
| 28     | 7 giugno 2015     | Kunlun Fight 26                    |      | Chongqing, Cina             |
| 27     | 6 giugno 2015     | Kunlun Fight - Cage Fight Series 3 |      | Chongqing, Cina             |
| 26     | 15 maggio 2015    | Kunlun Fight 25                    |      | Banská Bystrica, Slovacchia |
| 25     | 2 maggio 2015     | Kunlun Fight 24                    |      | Verona, Italia              |
| 24     | 26 aprile 2015    | Kunlun Fight 23                    |      | Changsha, Cina              |
| 23     | 12 aprile 2015    | Kunlun Fight 22                    |      | Changde, Cina               |
| 22     | 4 aprile 2015     | Kunlun Fight - Cage Fight Series 2 |      | Almaty, Kazakistan          |
| 21     | 17 marzo 2015     | Kunlun Fight 21                    |      | Sanya, Cina                 |
| 20     | 8 marzo 2015      | Kunlun Fight 20                    |      | Pechino, Cina               |
| 19     | 1º febbraio 2015  | Kunlun Fight 19                    |      | Guangzhou, Cina             |
| 18     | 18 gennaio 2015   | Kunlun Fight 18                    |      | Nanchino, Cina              |
| 17     | 17 gennaio 2015   | Kunlun Fight 17                    |      | Nanchino, Cina              |
| 16     | 4 gennaio 2015    | Kunlun Fight 16                    |      | Nanchino, Cina              |
| 15     | 3 gennaio 2015    | Kunlun Fight 15                    |      | Nanchino, Cina              |
| 14     | 4 dicembre 2014   | Kunlun Fight 14                    |      | Bangkok, Thailandia         |
| 13     | 16 novembre 2014  | Kunlun Fight 13                    |      | Hohhot, Cina                |
| 12     | 26 ottobre 2014   | Kunlun Fight 12                    |      | Jianshui, Cina              |
| 11     | 5 ottobre 2014    | Kunlun Fight 11                    |      | Macao, Cina                 |
| 10     | 13 settembre 2014 | Kunlun Fight 10                    |      | Minsk, Bielorussia          |
| 9      | 31 agosto 2014    | Kunlun Fight 9                     |      | Shangqiu, Cina              |
| 8      | 24 agosto 2014    | Kunlun Fight 8                     |      | Xining, Cina                |
| 7      | 27 luglio 2014    | Kunlun Fight 7                     |      | Zhoukou, Cina               |
| 6      | 29 giugno 2014    | Kunlun Fight 6                     |      | Chongqing, Cina             |
| 5      | 1º giugno 2014    | Kunlun Fight 5                     |      | Leshan, Cina                |
| 4      | 27 aprile 2014    | Kunlun Fight 4                     |      | Manila, Filippine           |
| 3      | 30 marzo 2014     | Kunlun Fight 3                     |      | Harbin, Cina                |
| 2      | 16 febbraio 2014  | Kunlun Fight 2                     |      | Zhengzhou, Cina             |
| 1      | 25 gennaio 2014   | Kunlun Fight 1                     |      | Pattaya, Thailandia         |

## Atleti di rilievo
- Buakaw Banchamek[4]
- Rico Verhoeven
- Mighty Mo
- Francois Botha
- Israel Adesanya
- Yodsanklai Fairtex
- Murthel Groenhart
- Andy Souwer
- Mustapha Haida
- Jemyma Betrian